# غار زالن گاه
غار زالن گاه مربوط به دوران‌های تاریخی پس از اسلام است و در شهرستان طالقان، روستای دنبلید واقع شده و این اثر در تاریخ ۱۲ بهمن ۱۳۸۱ با شمارهٔ ثبت ۷۰۸۳ به‌عنوان یکی از آثار ملی ایران به ثبت رسیده است.